# Henry Every

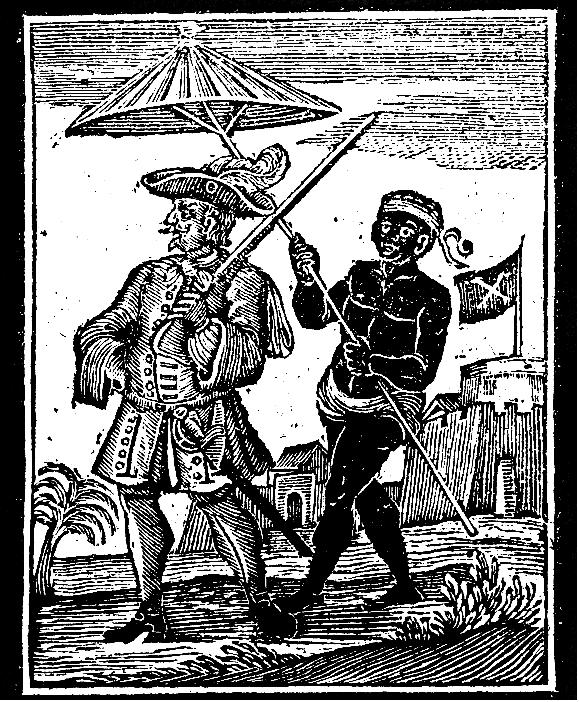
Henry Every

Piratenflagge von Henry Every

Henry Every (* 1659 in Plymouth; † nach Oktober 1699) war ein englischer Pirat. Er verwendete verschiedene andere Namen, u. a. John Avery, Long Ben und Benjamin Bridgeman. Sein Spitzname war The Arch Pirate („der Erzpirat“).

## Frühe Jahre
Verschiedenen Berichten zufolge war er als Angehöriger der Royal Navy bei der Bombardierung des Piratenstützpunkts in Algier 1671 anwesend. Nach anderen war er ein Bukanier in Mittelamerika oder ein Frachterkapitän von Stammholz in der Bucht von Campeche. Wieder anderen Berichten zufolge soll er ein Pirat unter Kapitän Red Hand Nicholls in den Jahren 1691 und 1692 gewesen sein. Er könnte aber auch ein Sklavenjäger im Dienste des Gouverneurs von Bermuda entlang der westafrikanischen Küste gewesen sein. Zunächst begann Every mit unlizenziertem Sklavenhandel von den Bahamas aus.

## Karriere als Pirat

### PiratenschiffFancy
Ab Juni 1694 war Henry Every Erster Maat auf dem spanischen Kaperschiff Carlos II., das französische Schmuggler auf Martinique angreifen sollte. Die Crew wurde jedoch nach Monaten ohne Zahlung der Heuer immer wütender, und so führte Every in der Nähe der spanischen Stadt La Coruña eine Meuterei gegen den Kapitän Gibson an, der gerade seinen Rausch ausschlief und den man kurzerhand an Land setzte. Every wurde danach von den Meuterern zum Kapitän des Schiffes ernannt, das in Fancy umbenannt wurde. Die Fancy enterte drei englische Schiffe bei den Kapverdischen Inseln, segelte um Afrika in den Indischen Ozean und kaperte ein französisches Freibeuterschiff bei der Insel Anjouan (Komoren). Etwa 40 Mann von dessen Mannschaft heuerten auf der Fancy an. Bei Anjouan („Johanna“) schrieb Every seinen berühmten Brief:
An alle englischen Kommandeure.
Lassen Sie es Genüge sein, dass ich in diesem Moment auf der Fancy, einem Man-of-war [Kriegsschiff] unterwegs bin, zuvor bekannt unter dem Namen Charles, die zur spanischen Expedition gehörte und die aus La Coruña am 7. Mai 1694 ablegte, die damals und jetzt ein Schiff mit 46 Kanonen und 150 Männern ist und im Begriff, das Glück zu suchen. Weder habe ich bislang etwas an Engländern oder Niederländern verbrochen, noch beabsichtige ich es, solange ich der Anführer bin. Da ich üblicherweise mit allen Schiffen sprechen möchte, denen ich begegne, und ich nicht möchte, dass jemand zu Schaden kommt, und sollten Sie oder alle, die Sie davon in Kenntnis setzen, aus der Entfernung wissen wollen, wer wir sind, dann sollten Sie ihre Fahne zu einem Ball binden und am Mast hissen. So werde ich in gleicher Weise antworten und Sie nicht belästigen, denn meine Männer sind beutehungrig, standhaft und entschlossen, und falls die Männer meinem Wunsch nicht folgen, so kann ich dies nicht verhindern. Noch immer ein Freund der Engländer,
Bei Johanna, den 18. Februar 1695
Henry Every
Hier sind ungefähr 160 bewaffnete französische Männer bei Mohilla, die auf die Gelegenheit warten, irgendein Schiff zu bekommen, also gebt Acht.
Nach diesem Schreiben blieb eine Konfrontation mit englischen Schiffen nicht aus. In der Nähe von Guinea, Westafrika, lockte Every Einheimische unter dem Vorwand des Handels in eine Falle, um sie als Sklaven zu rauben. Er war so erfolgreich in seinen Missetaten, dass man ihn eines königlichen Pardons für nicht würdig erklärte.

### Flagge
Seine Piratenflagge zeigt einen weißen Totenschädel auf schwarzem Grund (Jolly Roger) mit einem Kreolenohrring und einer Bandana, im Profil mit Blick nach rechts, über zwei gekreuzten Knochen, auf schwarzem Grund. Allerdings ist nicht gesichert, ob diese Flagge authentisch ist; weder ein Totenschädel im Profil noch Bandana oder Ohrring sind sonst auf Flaggen oder sonstigen heraldischen Symbolen der damaligen Zeit zu finden. Ohrringe, insbesondere aus Gold, waren zwar bei Seeleuten nicht unüblich (der Träger hoffte, dass man ihm von dem Erlös des Ohrrings ein christliches Begräbnis bezahlen würde), aber Bandana und Ohrring wurden doch wohl erst im späten 19. Jahrhundert zu beliebten Details von künstlerischen Piratendarstellungen, angefangen mit den illustrierten Erzählungen Howard Pyles (1853–1911).

### Piratenflotte, Kaperung derGanj-i-Sawai
Mitte des Jahres 1695 nahmen Everys Fancy und ein weiteres Schiff Kurs auf das Rote Meer. Unterwegs stießen sie auf die Portsmouth Adventure, die sich ihnen anschloss und auf der sich auch der Deutsche Richard Sievers als Navigator befand. Die drei Piratenschiffe lauerten gemeinsam auf der arabischen Seite des Bab el-Mandeb, in einer geschützten Bucht der Insel Perim, auf die Flotte mit den Pilgern, die jedes Jahr vom Mogulreich nach Mekka und retour segelte. Während dieser Wartezeit stießen schließlich noch drei weitere Piratenschiffe hinzu, die von Thomas Tews Amity angeführt wurden. Die Kapitäne der anderen Schiffe waren William Want, Thomas Wake, William May und Joseph Faro.
Schließlich erfuhren die Seeräuber, dass die Pilgerflotte sie unbemerkt passiert hatte und sich wieder auf der Heimreise befand. Während einer wochenlangen Verfolgungsjagd fiel die Piratenflottille immer weiter auseinander. Bald folgte nur noch die Portsmouth Adventure den beiden führenden Schiffen, die Every kommandierte. Allerdings war auch sie zu langsam, um sich an dem Coup beteiligen zu können, der Every und seine Männer berühmt und reich machte: die Erbeutung der beiden mit Schätzen beladenen Pilgerschiffe Fateh Mohammed und Ganj-i-Sawai (oder Gang-i-Sawai, anglisiert auch Gunsway). Die Fateh Mohammed leistete nur wenig Widerstand und brachte 50.000 Pfund ein. Die Ganj-i-Sawai war eine riesige Dau mit 62 Kanonen und 400 bis 500 Musketieren sowie 600 Passagieren an Bord. Sie verlor bei einem Treffer durch Every ihren Hauptmast, und bei ihrer ersten Salve explodierte eine Kanone an Deck. Wegen schlechter Führung und der Entschlossenheit der Piraten kapitulierte das Schiff nach zwei Stunden harten Kampfes an Deck.
Die Passagiere und Mannschaften wurden gequält und vergewaltigt, damit sie die Verstecke ihrer Wertsachen preisgaben. Einige warfen sich über Bord oder nahmen sich auf andere Weise das Leben. Die Suche erbrachte 600.000 Pfund in Gold, Silber und Edelsteinen sowie einen als Geschenk für den Großmogul gedachten Sattel, der mit Rubinen besetzt war. Die Piraten ließen das ausgeraubte Schiff abdriften, jedoch ohne die überlebenden Frauen. Sie kehrten schließlich nach Surat zurück. Was mit den anderen Passagieren und den Besatzungen geschah, ist nicht bekannt. Es wird vermutet, dass sie über Bord geworfen oder in Réunion an Land gesetzt wurden, wo die Piraten anlandeten, um die Beute aufzuteilen. Diese Beute war mit die größte je gemachte. Jeder Mann bekam über 1000 Pfund, die Jüngeren 500 Pfund. Every bekam als Kapitän zwei Anteile.

### Karibik

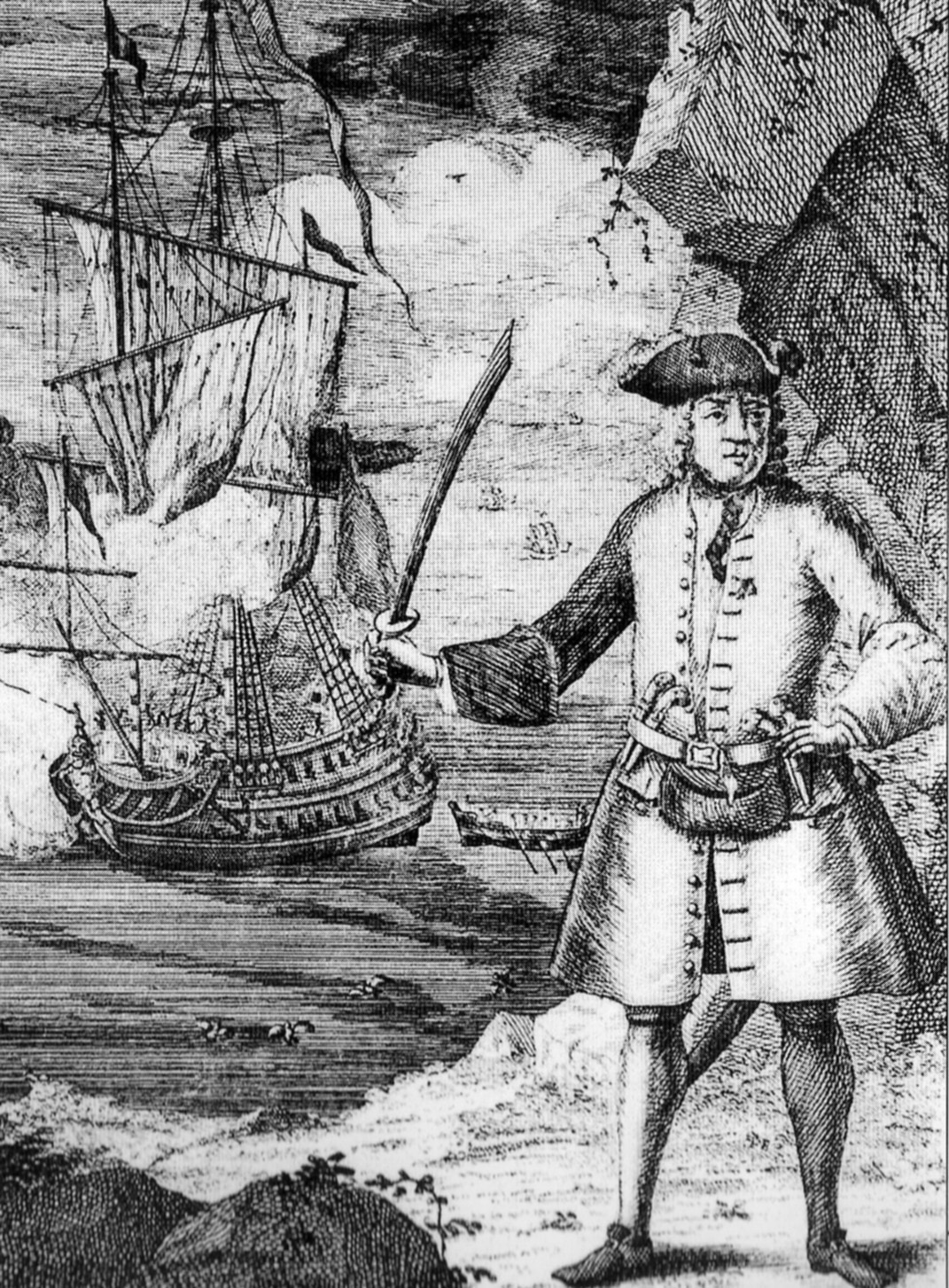
Every (Stich von 1702)

Bald darauf trennte sich die Flottille. Einige von Everys Männern verließen ihn, doch bekam er Ersatz in Form von Sklaven, bevor er sich nach St. Thomas einschiffte, um weitere Beute zu verkaufen. Schließlich segelte er nach New Providence in den Bahamas. Nachdem er sich für ungefähr 7000 Pfund den Schutz vom Gouverneur der Bahamas, Nicholas Trott, erkauft und eine große Feier veranstaltet hatte, segelten er und seine Besatzung im Juni 1695 nach Jamaika und versuchten, von Gouverneur William Beeston ein königliches Pardon zu erhalten. Sie boten dafür 24.000 Pfund. Beeston lehnte jedoch ab, und so kehrten sie auf die Bahamas zurück. Die Fancy war dem Gouverneur übergeben worden, und die gleichgültige Besatzung ließ das heruntergekommene Schiff auflaufen. Daraufhin ging jeder seiner Wege. Einige gingen nach Amerika, andere verschwanden ganz. Der Angriff auf die Ganj-i-Sawai hatte den Großmogul Aurangzeb so erbost, dass er den Handel mit der British East India Company einstellte, bis diese Reparationen leistete und ein Kopfgeld von 500 Pfund auf jedes Mitglied von Everys Mannschaft aussetzte. Dies hatte zur Folge, dass die Truppe in keiner britischen Kolonie mehr willkommen war.

### Verfolgung und Verbleib
Every änderte seinen Namen in Benjamin Bridgeman und stellte einige Schaluppen zusammen, um mit der verbliebenen Mannschaft zu den britischen Inseln zu segeln. Es war jedoch nicht die Art dieser Männer, unauffällig zu bleiben, und so wurden 24 von ihnen im Oktober 1696 festgenommen und sechs gehängt. Diejenigen, die mit dem Leben davonkamen, wurden in die amerikanischen Kolonien abgeschoben. Every verschwand jedoch nach seiner Ankunft in Irland und man hörte nie wieder von ihm. Es gab einige Berichte, denen zufolge er in Irland, Schottland oder Wales gesehen wurde, andere sahen ihn angeblich auf einer tropischen Insel. Es gibt Spekulationen, nach denen er sich zur Ruhe setzte und ein luxuriöses Leben führte. Andere besagen, dass er beim Versuch, Edelsteine zu verkaufen, betrogen wurde, so dass sein Vermögen dahinschwand und er bald gezwungen war, um Nahrung zu betteln und mittellos verstarb. Sicher ist jedoch, dass die Erbeutung der Ganj-i-Sawai einige Männer inspirierte, sich der Piraterie zuzuwenden.

## Rezeption

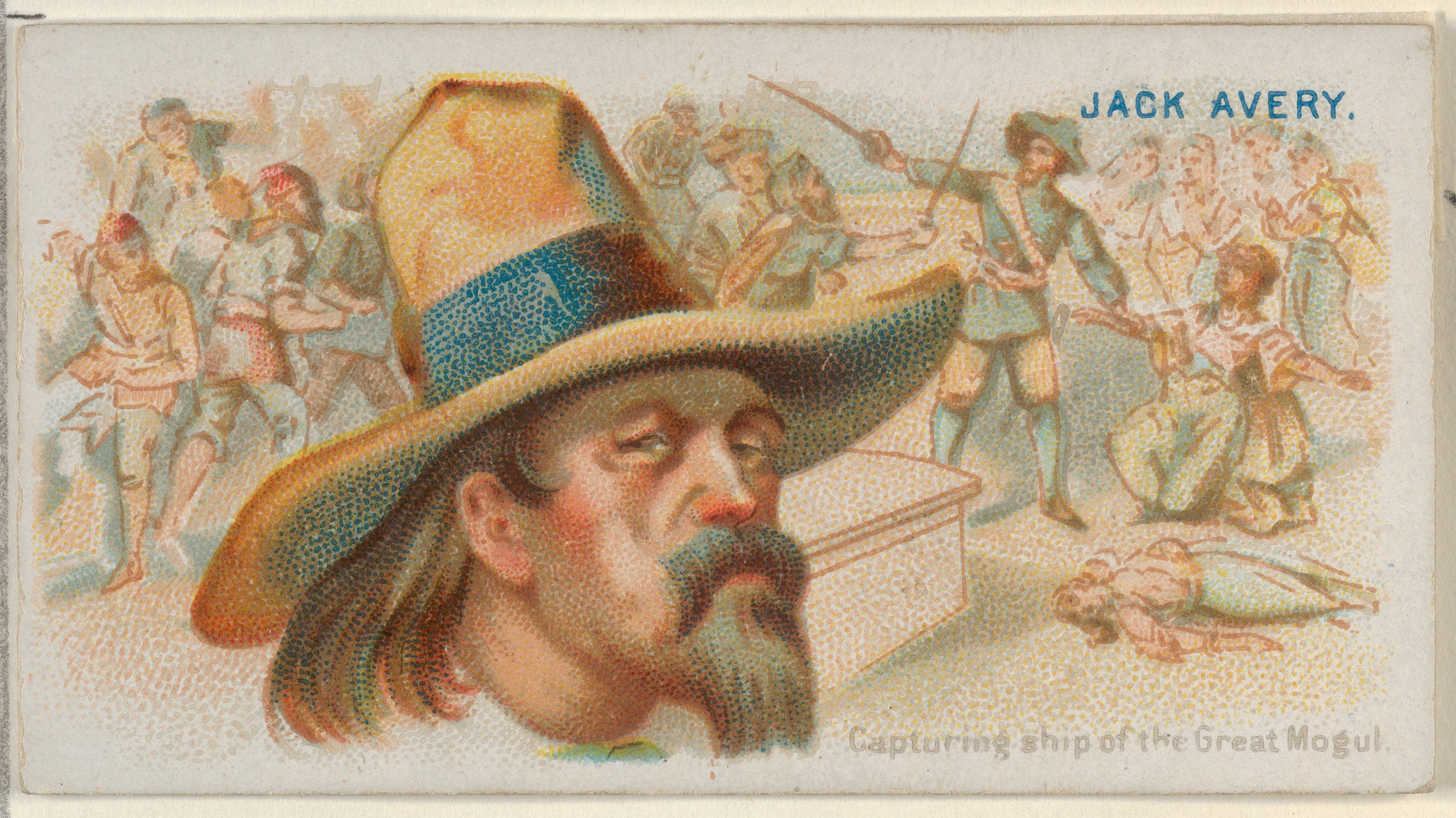
Zigarettenbild von ca. 1888, das Every darstellen soll

Im Jahr 1712 wurde im Theatre Royal, Drury Lane, das Stück The Successful Pirate aufgeführt, dessen Geschichte um einen Piratenkönig von Madagaskar eng an Every und seinen Überfall auf die Ganj-i-Sawai angelehnt war. Das Stück war finanziell nicht erfolgreich, ging aber 1713 auch in Druck und trug viel zu der romantischen Verklärung der Piraterie bei.
Ebenfalls inspiriert von Every war der 1720 erschienene Roman The Life, Adventures and Piracies of the Famous Captain Singleton von Daniel Defoe, dem auch eine Biografie über Every zugeschrieben wird (The King of the Pirates).